# Settore informale
Il concetto di settore informale appare per la prima volta negli studi del BIT nel 1971 sul Ghana ed il Kenya. Si chiama "settore informale" tutta la parte dell'economia che non è regolamentata da norme legali o contrattuali.
I lavoratori del settore informale non sono spesso lavoratori dipendenti nel senso abituale del termine: sono formalmente indipendenti, effettivamente spesso in relazioni di dipendenza riguardo a quelli che li pagano ancora molto più violente dei lavoratori dipendenti. Tipicamente, si tratta di lavoratori a domicilio (abbigliamento, alimentazione, tabacchi, artigianato, introduzione e trattamento di dati informatici, ecc.), rappresentanti ambulanti o in mercati non regolamentati e micro-beneficiari di servizi (pulizia, trasporti, ecc.), collaboratori domestici, contadini senza terra o costretti a lavorare sulle terre d'altri per sopravvivere.
Si oppone al settore informale il settore formale, dunque regolamentato, coperto dalla legislazione del lavoro e le convenzioni collettive. Effettivamente, la separazione tra i due settori non è netta: c'è molta compenetrazione tra i settori "formali" ed "informali", a seconda della congiuntura economica. I limiti concettuali sono sfocati: le giovani donne che lavorano nelle fabbriche d'assemblaggio delle zone franche d'esportazione, o i bambini che lucidano diamanti nei seminari di Surat, in India, sono nel settore informale se visti dal punto di vista di un'economia occidentale, ma appartengono al settore formale se ci si cala nel contesto specifico. È un lavoro in fabbrica, ma completamente liberalizzato. Ad ogni modo, il concetto di classe operaia deve includere in realtà i due settori, e non soltanto quello dove il lavoro è dipendente.